# Frontière entre la Libye et la Tunisie
La frontière entre la Libye et la Tunisie est la frontière séparant la Libye et la Tunisie selon un tracé long de 459 kilomètres et finalisé le 19 mai 1910.
Le poste frontalier de Ras Jedir est le principal de cette frontière. Situé dans le sud-est de la Tunisie, il est à 580 kilomètres de Tunis, à 25 kilomètres de la ville tunisienne de Ben Gardane et à 169 kilomètres de Tripoli.
Après un conflit porté à la Cour internationale de justice en 1977, la frontière est ouverte en 1987, ce qui permet une explosion des migrations et des échanges commerciaux à partir de cette date mais a aussi pour conséquence une montée de la contrebande et de l'immigration illégale. En 2011, en raison de la révolte en Libye, la situation au niveau de la frontière devient critique aux yeux des organisations internationales, un nombre important de Libyens, mais aussi d'Égyptiens et de Tunisiens vivant en Libye, cherchant à fuir le pays et venant s'agglomérer dans la région.

## Historique

### Tracé progressif de la frontière
Des deux côtés de la frontière s'étend la plaine littorale de la Djeffara, qui a souvent été un axe de circulation, d'échanges et d'invasions de l'Antiquité jusqu'à l'époque contemporaine. Les peuples vivant aux alentours de la plaine circulent relativement librement au Moyen Âge, avec du côté libyen les groupes tribaux tripolitains — les Ouezzan, les Mahamids, les Mouaïls, etc. — et du côté tunisien des groupes faisant partie de la grande confédération tribale des Ouerghemma. Les contacts entre ces deux tribus sont alors intenses, tantôt conflictuels — en particulier pour le contrôle des parcours et des points d'eau — tantôt pacifiques, et portent sur le troc et les alliances matrimoniales. La frontière, plus marquée ethniquement que topographiquement, est alors volatile, au hasard des victoires ou des défaites militaires de chaque territoire. De toute façon, les gouvernements considèrent cette région comme une zone tampon, ce qui explique que l'on n'ait pas de traité ou de carte permettant de préciser le tracé de la frontière.
À partir de 1560, la Tunisie et la Tripolitaine forment deux États distincts après avoir dépendu du même gouvernement depuis la conquête musulmane du Maghreb ; dès la période ottomane des deux pays, la frontière commence à se dessiner entre la Tripolitaine libyenne et la Djeffara tunisienne, avec parfois quelques conflits portant sur le tracé. La séparation entre Tunisie et Libye devient effective en 1710. En 1881, au début du protectorat français de Tunisie est laissée une zone neutre entre la Libye et la Tunisie pour éviter tout contact et conflit entre les Turcs et les Français. Mais, en contrepartie, cette zone est devenue le lieu de violences, car elle était un refuge pour les dissidents.

### Convention de Tripoli
Plus tard, après avoir trouvé un modus vivendi en 1900, les puissances coloniales — la France pour la Tunisie et l'Empire ottoman pour la Libye — signent la convention de Tripoli, aussi appelée traité tuniso-turc ou traité franco-turc, le 19 mai 1910, définissant ainsi définitivement le traçage et le marquage de la frontière tuniso-libyenne,,. La convention est venue compléter un accord de 1888 en confirmant le rattachement des oasis de Ghadamès et de Ghat à la Libye.
Toutefois, les Turcs, ayant du mal à accepter le protectorat français de Tunisie, voient le texte de la convention prévoir une commission turco-tunisienne siéger avec des officiers français et le cadi de Tataouine en tant que délégués beylicaux. Cette commission est chargée de matérialiser en pratique ses conclusions, qui n'ont pas à être ratifiées. Mais cette situation crée une ambiguïté diplomatique dans la mesure où il y a incertitude autour du fait qu'on ne sait pas si la ligne tracée sépare les terres de l'Empire ottoman et celles de la Tunisie, comme ce que déclare formellement la convention, ou marque plutôt la frontière entre les possessions ottomanes et le domaine français de la région.
Voilà pourquoi l'Algérie, colonie française et bien que n'ayant pas été partie de l'accord, se voit concernée par le partage des terres avec la Tunisie. Mais la situation revient finalement à la première interprétation du texte avec l'invasion de la Libye par l'Italie en 1911.

Le texte en lui-même définit la frontière de Ras Jedir, sur la mer Méditerranée, jusqu'à Garet El Hamel, situé à treize kilomètres au sud de Ghadamès,. Au sud, la frontière passe à égale distance des pistes de Djeneine à Ghadamès et de Nabout à Ghadamès. 233 bornes sont alors posées mais cette opération est délicate : 
« Tout d'abord, on se mettait d'accord sur la direction de la frontière... Puis on fixait cette frontière sur le terrain, en cherchant à la faire passer par des points saillants faciles à reconnaître où l'on élevait des bornes. Parfois, la discussion traînait ; alors on allait déjeuner ou on faisait un bridge et on recommençait le lendemain. Aucune difficulté n'a résisté à trois jours de bridge. »

### Rapprochements solidaires et migration clandestine

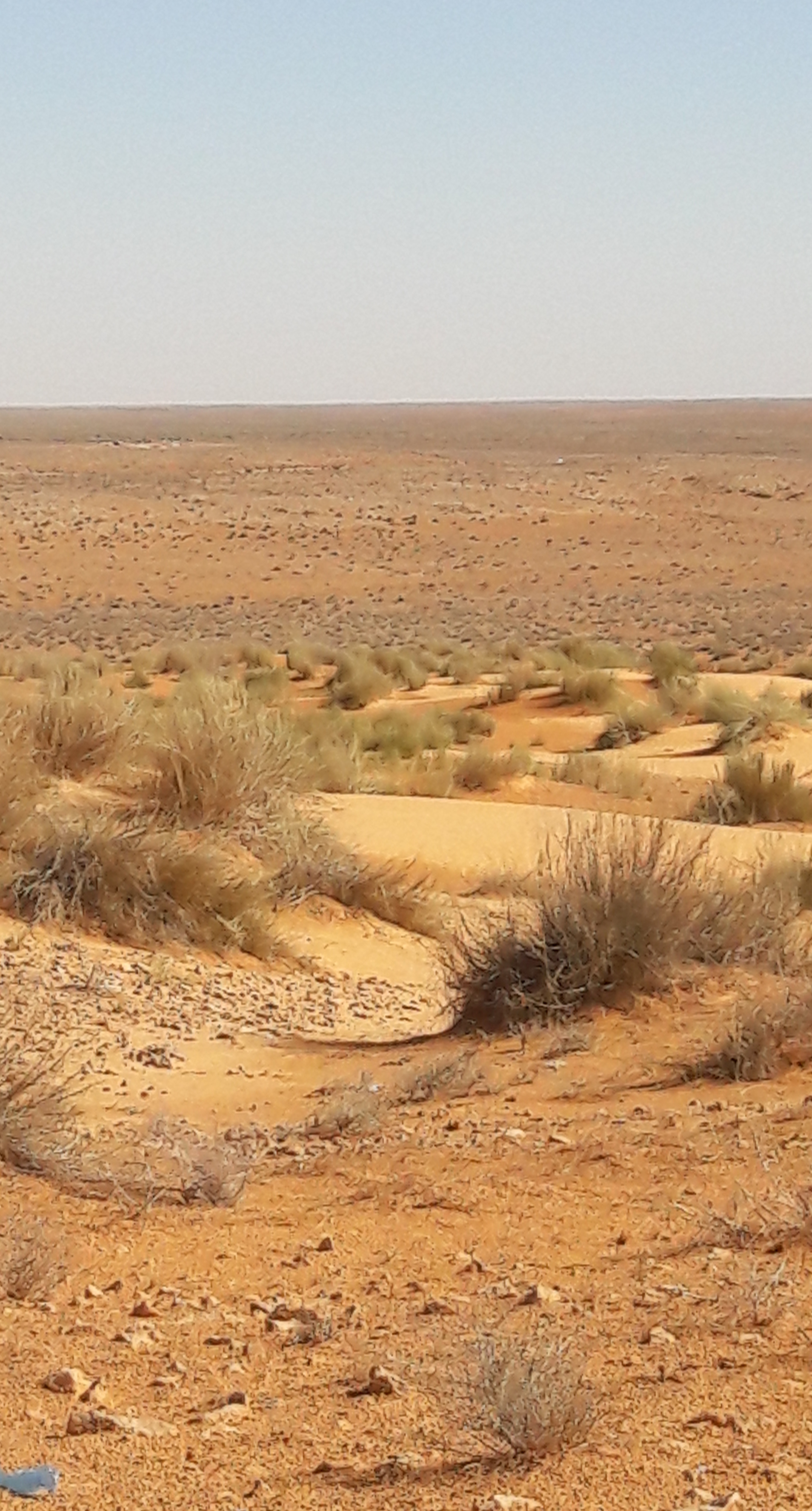
Désert en guise de frontière.

La séparation physique des territoires tuniso-libyens a paradoxalement contribué au rapprochement des deux peuples, devenus unis et solidaires dans leur lutte contre leurs colonisateurs respectifs, la France pour la Tunisie et l'Italie pour la Libye. L'échange traditionnel, en particulier le troc, a pâti en revanche du développement de l'économie monétaire et du traçage des frontières. Hassen Boubakri montre que les tribus nomades frontalières (ou arch), Touazine Ouedernas et Djellidet côté tunisien et Nouayel côté libyen, ont tissé un « réseau d'alliances et de relations humaines et économiques toujours actif » bien moins marquées par le conflit. En effet, certains résistants et des groupes rebelles d'un côté de la frontière trouvent souvent refuge chez des habitants de l'autre côté. Ainsi, certaines actions de résistance contre le protectorat français de Tunisie sont venues de Libye. Par exemple, les Tunisiens Habib Thameur et Taïeb Slim, poursuivis, parviennent à quitter clandestinement Tunis, avec pour intention de se rendre en Libye, mais sont finalement arrêtés au poste frontière de Ben Gardane. Par ailleurs, des dizaines de milliers de Libyens ont trouvé refuge en Tunisie où ils se sont complètement intégrés, ont été protégés par les Tunisiens sans s'intégrer ou ont simplement coexisté avec eux.
Ali Abaab estime à 70 000 le nombre de Libyens établis en Tunisie entre 1911 et 1952 et à 52 000 le nombre qui ont regagné leur pays par la suite, encouragés par l'indépendance de la Libye en 1952, la découverte du pétrole en 1958 et la révolution de 1969. Il ne reste plus que 1 700 Libyens en Tunisie en 1975 selon Anne et Allan Findlay.
Durant les années 1970-1980, le développement de la migration des Tunisiens vers la Libye, migration souvent clandestine, permet de renforcer les relations entre Tunisiens et Libyens, ce qui profite à la contrebande, comme le montrent Hassen Boubakri et Mustapha Chandoul. Vers le milieu des années 1980, on estime à 80 000 le nombre d'émigrés tunisiens en Libye, dont un tiers de clandestins. En 1987, la garde nationale tunisienne interpelle 1 379 clandestins tunisiens, à l'aller ou au retour de leur séjour en Libye. Elle estime par ailleurs à 1 000 le nombre de clandestins originaires de Ben Gardane. D'autres sources, des clandestins eux-mêmes, estiment qu'ils sont entre 2 000 et 5 000 mais ces chiffres sont invérifiables. Une enquête réalisée par Chandoul sur 120 migrants clandestins montre que 63,5 % des personnes interrogées ont au moins un membre de leur famille en Libye, dont 41 % en situation irrégulière. Par ailleurs, Chandoul dénombre lors de son enquête 568 émigrés clandestins en Libye dont le séjour dans ce pays a dépassé deux mois au moment de l'enquête pour éliminer les « commerçants contrebandiers », dont le séjour varie seulement de deux semaines à un mois.
À cette époque, la frontière est tout de même une zone très sensible avec onze postes de sécurité avancés (garde nationale, police et douanes). Ces postes sont séparés en moyenne de huit kilomètres et sont surtout situés sur la zone nord de la frontière, la zone centre et sud étant sous contrôle direct de l'armée côté tunisien. C'est surtout durant les périodes de relâchement des tensions politiques que les autorités tunisiennes tolèrent l'immigration clandestine alors que la contrebande fait officiellement toujours l'objet d'une surveillance.

### Frontière «artificielle» et recours à la Cour internationale de justice

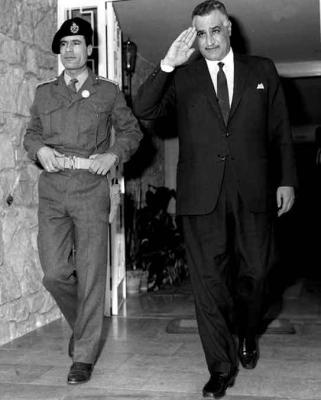
Mouammar Kadhafi (gauche) en 1969 aux côtés de Gamal Abdel Nasser, figure du panarabisme.

Durant les années 1970, la frontière aurait pu disparaître si le projet politique de l'union tuniso-libyenne, qui prévoyait l'unification des deux pays, n'avait pas avorté. Dans l'espoir d'enrôler la Tunisie à ce projet,, le dirigeant libyen Mouammar Kadhafi prononce un fameux discours surprise à Tunis, le 15 décembre 1972, dans la grande salle de cinéma Le Palmarium abritant plus de 2 000 personnes, en l'occurrence des jeunes cadres du Parti socialiste destourien au pouvoir et de l'administration, et déclare : 
« En Tunisie, la frontière avec la Libye est artificielle, elle a été inventée par le colonialisme. »
De 1970 à 1986 a lieu une période de tensions politiques entre les deux pays si bien que, même si la frontière continentale n'est pas contestée, un conflit a lieu à propos de son prolongement, après qu'ont lieu des recherches de pétrole off-shore dans le golfe de Gabès. Grâce au compromis conclu par les deux parties le 10 juin 1977, l'affaire va jusqu'à la Cour internationale de justice (CIJ), qui rend son jugement le 24 février 1982. Dans son arrêt, rendu à dix voix contre quatre, elle rejette les arguments des deux pays et propose une ligne composite constituée de deux segments,. Les juges de la CIJ (André Gros, Shigeru Oda et Jens Evensen) critique cette décision en raison du fait que la méthode de l'équidistance ait été rejetée sans plus de justification à leur avis,. La Tunisie demande la révision de cet arrêt ; un nouvel arrêt le 10 décembre 1985 déclare irrecevable cette demande.
En mars 2023, le président tunisien Kaïs Saïed dénonce le champ pétrolier offshore libyen de Bouri, déplorant que la Tunisie n'en a reçu que des « miettes », alors qu'un partage équitable de ses revenus pourrait « répondre à tous les besoins de la Tunisie et plus encore ».
En 2024, il n'y a pas de nouvelles discussions entre les parties prenantes sur le tracé définitif de la frontière entre la Tunisie et la Libye.

### Relations transfrontalières intenses
Le 26 novembre 1987, la frontière est ouverte et les visas abrogés. Avec la libre circulation des personnes à partir de février 1988 (seule la carte d'identité est demandée), tout ceci permet de faire de la région un couloir majeur où les échanges et la mobilité ne cessent de s'intensifier et de se diversifier. La fin des années 1980 correspond à une période de changements politiques au Maghreb avec notamment l'avènement au pouvoir de Zine el-Abidine Ben Ali en Tunisie, en novembre 1987, et la création de l'Union du Maghreb arabe en 1989.
En 1987, les mouvements sont presque nuls, mais explosent à partir de cette date. En 1988, ils sont de 3,2 millions et en 1989 de 3,9 millions ; fait notable, ils vont dans les deux sens. Depuis, les mouvements varient chaque année entre 2,7 et 4 millions. Le poste frontalier majeur de cette frontière, Ras Jedir, a alors pris toute son importance. Il totalise à lui seul 71,5 % du trafic transfrontalier terrestre du pays, soit presque les trois quarts. Il est ainsi le lieu d'environ 3,3 millions de mouvements par an. La part des Tunisiens varie en moyenne de 40 à 50 % des personnes passant par ce poste. Entre 1989 et 1996, cette part est plus importante et tourne autour de 50-60 % à cause de la chute du tourisme des Libyens en Tunisie, la Libye étant alors sous embargo et en difficulté économique et sociale. Ceci explique la chute des flux de personnes passant par Ras Jedir, ce chiffre passant d'une pointe de 4,9 millions en 1991 à 2,7 millions en 2002. À partir de 2001 et surtout de 2002, le trafic transfrontalier reprend des deux côtés ; durant cette dernière année, le trafic des Libyens est de 2,5 millions et celui des Tunisiens de 2 millions.
Parallèlement à la circulation des personnes s'est aussi développée la libre circulation des biens et des produits de consommation courante (sauf pour l'électroménager qui circule par la contrebande), faisant « de la région transfrontalière tuniso-libyenne un immense hypermarché informel à ciel ouvert ». En Tunisie, ce sont surtout les gouvernorats de Tataouine et de Médenine qui sont concernés par les relations humaines et commerciales.

### Situation de «crise» en 2011

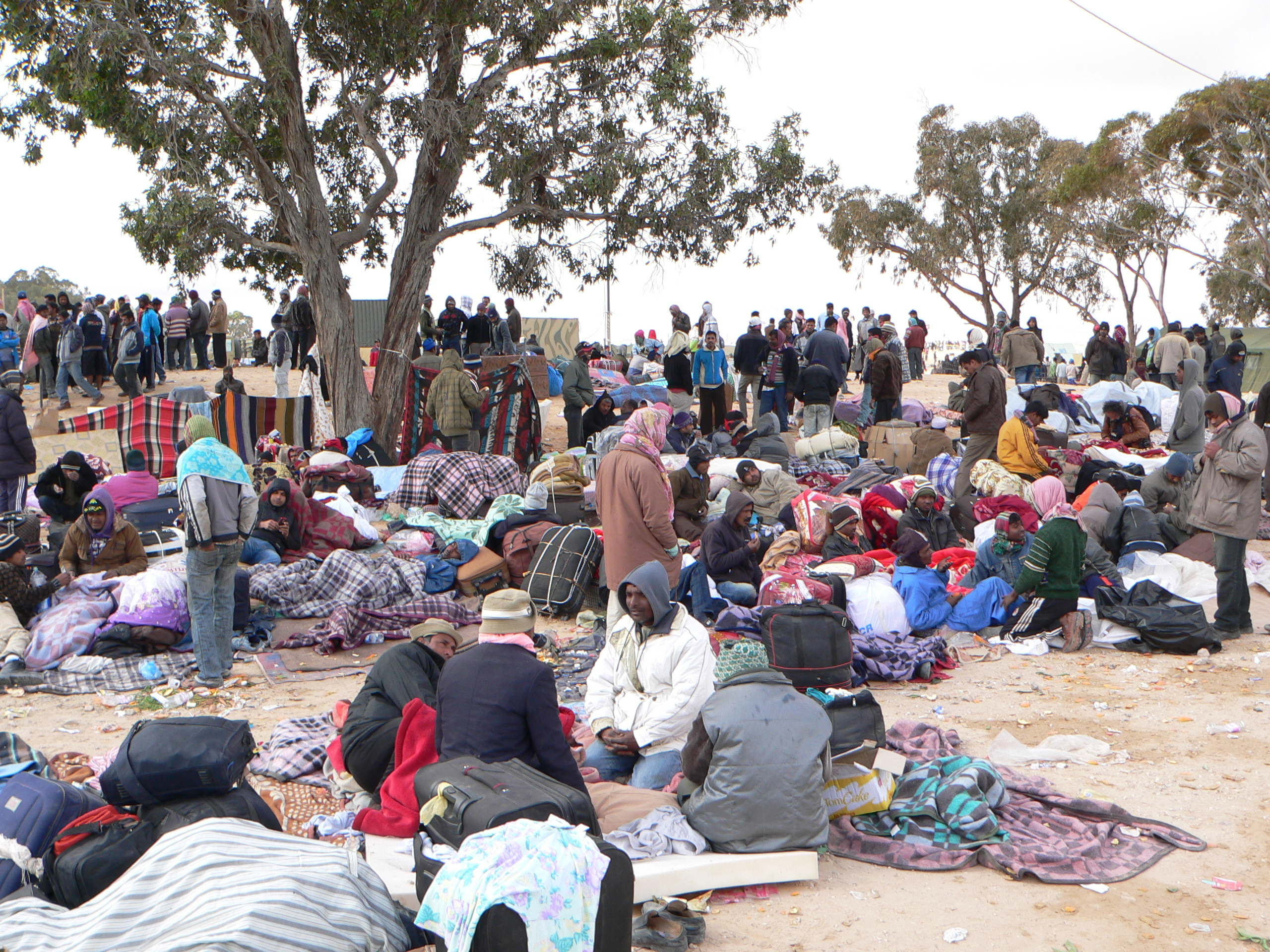
Camp de réfugiés de Choucha près de Ras Jedir.

Le 24 février 2011, le camp de réfugiés de Choucha est ouvert entre le poste frontière de Ras Jedir et la ville de Ben Gardane.
Le 1er mars, en pleine période de protestations en Afrique du Nord et au Moyen-Orient, le Haut Commissariat des Nations unies pour les réfugiés s'alarme de la situation qu'il qualifie de « crise » au niveau de la frontière tuniso-libyenne. Celle-ci a, selon les autorités tunisiennes, été franchie à partir du 20 février par 75 000 personnes fuyant la Libye, en pleine révolte. L'Organisation internationale pour les migrations parle de « scènes de chaos » et poursuit les évacuations, commencées le 28 février. Les Nations unies lancent un « appel urgent » à la communauté internationale pour évacuer les dizaines de milliers de personnes fuyant la Libye.
L'Italie, qualifiant la situation à la frontière de « critique », envoie une mission humanitaire en Tunisie pour aider 10 000 réfugiés fuyant la Libye. Elle note l'afflux de « dizaines de milliers de personnes désespérées, parmi lesquelles un nombre élevé d'enfants ». Le Maroc envoie par avion à Ras Jedir « d'importantes quantités de médicaments, vingt médecins spécialistes » et vingt membres de professions paramédicales pour permettre une aide médicale d'urgence. Le 2 mars, la France annonce mobiliser des avions gros porteur et un bâtiment de la marine nationale pour évacuer « au moins 5 000 » civils égyptiens regroupés à la frontière, pour aider la Tunisie.

### Édification d'un mur
À la suite de l'attentat de Sousse et après avoir décrété l'état d'urgence, le gouvernement tunisien annonce qu'il entend construire un mur de 168 kilomètres le long de sa frontière avec la Libye avant la fin de l'année 2015. Ce mur irait du poste frontalier de Dehiba à celui de Ras Jedir. L'objectif est d'empêcher les terroristes d'entrer dans le pays.

### Situation de «crise» en 2023
En août 2023, la Tunisie et la Libye trouvent un accord de coopération pour se répartir l'accueil des migrants africains subsahariens bloqués à la frontière entre les deux pays.